# Consistori papal
Un consistori papal és una reunió convocada pel papa i sota la seva presidència amb els cardenals per tractar d'afers que afecten l'Església catòlica universal. Els consistoris estan regulats pel vigent Codi de Dret Canònic de 1983 (cànons 350.5 i 353) i per la constitució apostòlica Bonus Pastor de Joan Pau II promulgada el 26 de juny de 1988.
Els consistoris poden ser extraordinaris o ordinaris. Els extraordinaris, sempre amb categoria de secrets, són convocats quan ho aconsellen necessitats peculiars de l'Església o afers de la màxima gravetat, per als quals el papa creu oportú la consulta amb el Col·legi Cardenalici segons l'antiga fórmula Quod vobis videtur? (Què us en sembla?). En aquests consistoris extraordinaris es compleix el cànon 349 pel que fa al deure d'assistència col·legiada que els cardenals tenen envers el papa. El caràcter de màxima reserva dels consistoris extraordinaris fa que rarament se'n conegui el contingut.
Als consistoris ordinaris són convocats tots els cardenals, amb assistència ineludible per part dels que en aquell moment es troben a Roma, a fi de tractar afers importants però més habituals. Solen ser públics, especialment quan es convoquen per a realitzar actes en què cal una gran solemnitat, i en aquest cas hi poden ser admesos, a més dels cardenals, altres prelats, diplomàtics estrangers o invitats especials. Sovint s'hi proclamen afers ja coneguts prèviament, per la qual cosa només són cerimònies protocol·làries.
Habitualment, els afers tractats en consistori ordinari són:
- Creació, publicació o reserva in pectore de nous cardenals, i si s'escau, adscripció d'aquests a un bisbat suburbicari, títol o diaconia (canon 351.1-2).
- Publicació de cardenals in pectore creats en consistoris anteriors, amb l'adscripció corresponent (canon 351.3).
- Opció, si s'escau, dels cardenals preveres i dels cardenals diaques a canviar de títol o de diaconia. També la dels cardenals diaques a passar a l'orde presbiterial amb la subsegüent assignació de títol, d'acord amb els terminis de permanència previstos. (canon 350.5).
- Nomenament del càrrec de cardenal camarlenc per ordre rotatori.
- Examen i proclamació de les causes de canonització o beatificació ja substantivades.